# Санта Моника
 Тази статия е за града в Калифорния, САЩ.  За планината вижте Санта Моника (планина).  
Санта Моника (на английски: Santa Monica – Света Моника) е крайморски град в Съединените американски щати, щата Калифорния, окръг Лос Анджелис.
Разположен е на брега на Тихия океан, има площ от 41,2 km² (15,9 мили²). Градът е с население от 88 050 жители от преброяването през 2006 г.

## Известни личности
Родени в Санта Моника
- Тоби Магуайър (р. 1975), актьор
- Шон Пен (р. 1960), актьор
- Тайлър Поузи (р. 1991), актьор
- Робърт Трухильо (р. 1962), музикант

Починали в Санта Моника
- Ян Кот (1914 – 2001), полски театрален критик
- Джеки Куган (1914 – 1984), актьор
- Джон Пъстел (1943 – 1998), информатик
- Хосе Рубия Барсия (1914 – 1997), испански литературен критик
- Ървинг Талберг (1899 – 1936), кинопродуцент
- Рос Томас (1926 – 1995), писател
- Лучита Уртадо (1920 – 2020), художничка